# 中島瑞葵
中島 瑞葵（なかしま みずき、2004年4月22日 - ）は、福岡県出身のプロボウラー。JPBA第53期生（ライセンスNo.582）。永久A級ライセンス取得者。所属は小嶺シティボウルを経て現在はフリー。身長162cm。血液型A型。右投げ。用品契約はアメリカンボウリングサービス（ABS）。

## 略歴
2004年4月22日、福岡県にて出生。兄が2人の3人兄妹で、3歳の時にボウリングを始める。
2019年4月21日、2019宮崎プロアマオープントーナメントにてアマチュア選手ながら14歳の若さで総合3位タイに入りベストアマに輝く。
2021年5月28日、飯塚高等学校在学中、2年生の時にJPBAプロ資格取得テスト（プロテスト）に初挑戦ながらトップの成績で合格しプロ入りを果たした。
2021年6月20日に行われたスカイAカップ2021プロボウリングレディース新人戦でプロ初優勝を飾り、続く7月3日に行われた第37回六甲クイーンズオープントーナメントで2勝目を挙げ、新人ながら2大会連続優勝という快挙を見せた。
2020年〜2021年の通しシーズンでポイントランキングが8位となり、翌2022年シーズンからは早くもトップシード入りを果たす。
2022年11月20日、全卸連プレゼンツJPBA☆SSSカップ2022女子で優勝し3勝目を挙げる。
2023年5月28日、Glicoセブンティーンアイス杯第10回プロアマボウリングトーナメントで優勝し4勝目を挙げる。
2023年10月7日に行われた2023ちゃおちゃおハウス女子プロボウリングトーナメント、10月14日に行われたROUND1 GRAND CHAMPIONSHIP BOWLING 2023女子、10月22日に行われたコカ・コーラカップ2023第30回千葉オープン女子ボウリングトーナメントの3大会で3週連続優勝を果たし通算7勝目を挙げた。
2023年12月16日、「HANDACUP」・第55回全日本女子プロボウリング選手権大会で史上最年少優勝を果たし8勝目を挙げ、さらにはポイント・賞金・アベレージの3冠達成、併せて永久A級ライセンスを取得した。
2024年10月5日、2024ちゃおちゃおハウス女子プロボウリングトーナメントで前年に続いて優勝し2連勝を飾り、9勝目を挙げた。
2024年10月31日、プロ入り後から所属していた小嶺シティボウルとの契約を終了。
2024年11月4日、第46回STORMジャパンオープンボウリング選手権で優勝し通算10勝目を飾り、準永久シードを獲得した。

## 人物
- 父の運転するキャンピングカーで遠征地を廻っていた[18]。
- 細い体にもかかわらず高いバックスイングからスピードの速い球を投げる[19]。
- 特技は子供の頃から続けている水泳で現在もボウリングと並行して取り組んでいる[19]。趣味は温泉[20]。
- 師匠は柴田英徳プロ、宇山侑花プロ、岩永光博氏[20]。座右の銘は「諦めない心」[20]。
- ワッペンに記載の「中島たたみ店」は実家。

## プロ入り後の主な戦績
※10位以内の順位のみ

### 公式戦
- 通算成績 10勝
- 公認パーフェクトゲーム達成 2回

#### 2021年
- スカイAカップ 2021プロボウリングレディース新人戦 - 優勝（自身初タイトル）
- 第37回六甲クイーンズオープントーナメント - 優勝
- 第43回STORMジャパンオープンボウリング選手権女子 - 7位
- APA PRESENTS 2021 KING'S ＆ QUEEN'S女子 - 3位
- 全卸連プレゼンツ JPBA☆SSSカップ2021女子 - 4位
- 第2回 大岡産業レディース[THE OPEN]トーナメント - 4位

#### 2022年
- WOMEN'S ALL☆STAR GAME 2022 - 2位
- アイキョーホームプレゼンツ プロボウリングレディース トーナメント 2022 - 5位
- 全卸連プレゼンツ JPBA☆SSSカップ2022 女子 - 優勝
- APA PRESENTS 2022 KING'S ＆ QUEEN'S プロボウラーズトーナメント女子 - 5位

#### 2023年
- KUWATA CUP2023 女子 - 9位
- Glicoセブンティーンアイス杯 第10回プロアマボウリングトーナメントF - 優勝
- 2023山梨レディースプロボウリングトーナメント - 8位
- 2023ちゃおちゃおボウリング大会 - 優勝
- ROUND1 GRAND CHAMPIONSHIP BOWLING 2023 レギュラー部門女子 - 優勝
- 第30回千葉オープンアニバーサリーボウリングトーナメント - 5位
- コカ・コーラカップ2023 第30回千葉オープン女子ボウリングトーナメント - 優勝
- 第45回STORMジャパンオープンボウリング選手権女子 - 2位
- 全卸連プレゼンツ JPBA☆SSSカップ2023 女子 - 4位
- 「HANDACUP」・第55回全日本女子プロボウリング選手権大会 - 優勝

#### 2024年
- アイキョーホームプレゼンツ プロボウリングレディース トーナメント 2024 - 3位
- 第40回六甲クイーンズオープントーナメント - 4位
- 大岡産業レディース[THE OPEN]トーナメント2024 - 2位
- 第17回MKチャリティカップ女子 - 7位
- 2024山梨レディースプロボウリングトーナメント - 5位
- 2024ちゃおちゃおボウリング大会 - 優勝
- ROUND1 GRAND CHAMPIONSHIP BOWLING 2024 レギュラー部門女子 - 3位（タイ）
- 第46回STORMジャパンオープンボウリング選手権女子 - 優勝
- 第45回JLBCクイーンズオープンプリンスカップ - 10位

#### 2025年
- KISHIKAGAKU GROUP・ピュアフーズ岸プレゼンツ レディースプロボウリングトーナメント2025 - 3位
- 2025宮崎プロアマオープントーナメント - 4位
- 中日杯2025東海オープンボウリングトーナメント女子 - 7位
- 大岡産業レディース[THE OPEN]トーナメント2025 - 3位

## リンク
- JPBA日本プロボウリング協会選手データ 中島瑞葵
- 中島瑞葵 (@MizukiNakashima) - X（旧Twitter）
- 中島瑞葵 (@mizuki_nakashima_582) - Instagram